# Klimaat van IJsland

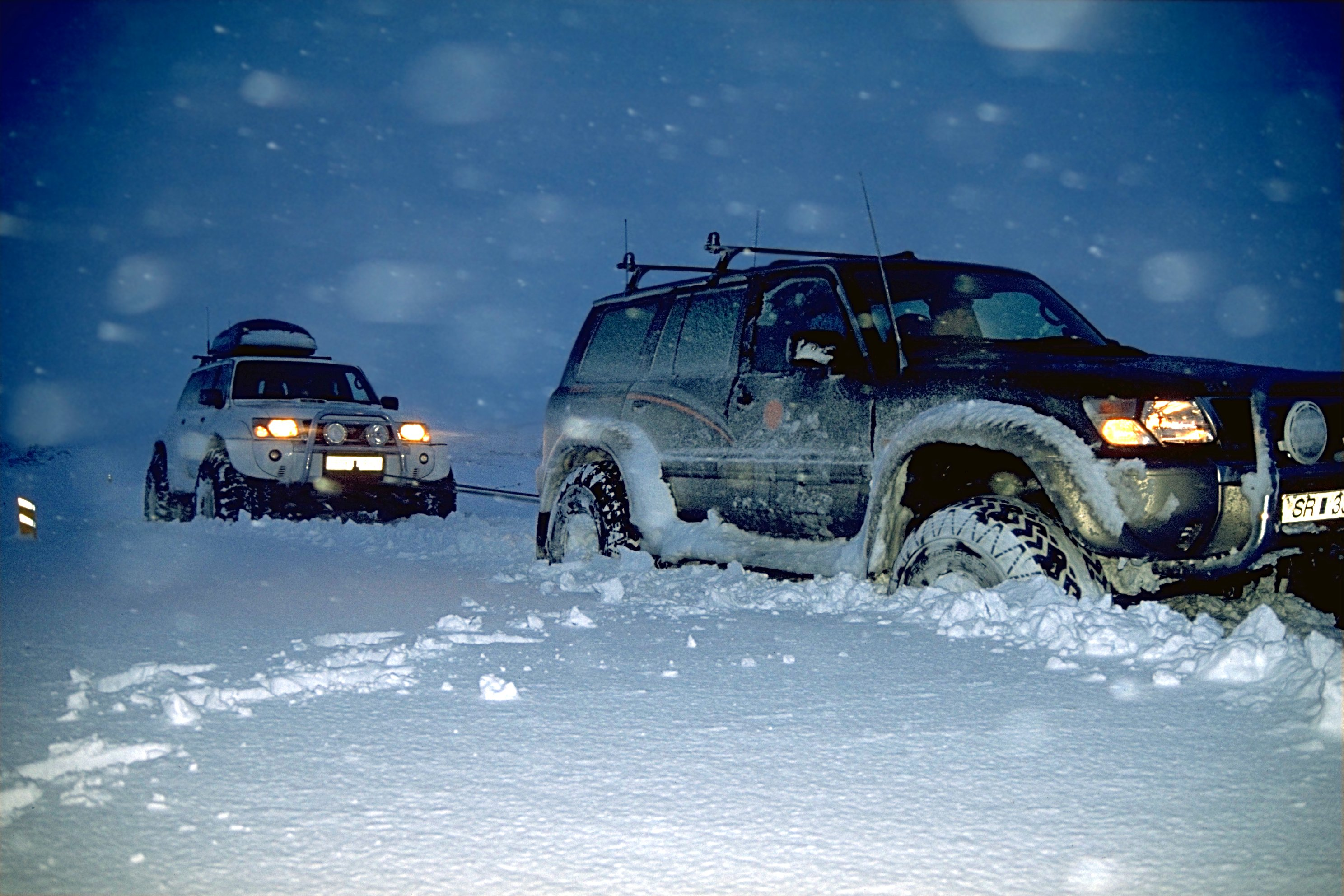
Hevige sneeuwval in een winters IJsland.

Het klimaat van IJsland kenmerkt zich als een koud zeeklimaat (Klimaatclassificatie van Köppen: Cfc) aan de kust en een toendraklimaat in het binnenland en het hoogland. Het eiland ligt in het deel van de Noordelijke Atlantische Oceaan waar de zeestroom (Irmingerstroom) het klimaat van het eiland zachter maakt dan men zou verwachten op deze noordelijke ligging vlak bij de noordpoolcirkel. Het IJslandse klimaat is berucht om zijn wisselvalligheid. Het noorderlicht is in de winter regelmatig waarneembaar.

## Seizoenen

### Winter
De IJslandse winter is relatief mild gezien de noordelijke ligging van het eiland. De gemiddelde temperatuur in de zuidelijke kustvlakte schommelt in de winter rond het vriespunt, terwijl de gemiddelde temperatuur in het centrale hoogland in dezelfde periode schommelt rond -10°C en in het noorden rond -25°C. Het kouderecord staat op -39.7°C.

### Zomer
Meestal is de temperatuur in IJsland het hoogst in de maand juli, de gemiddelde temperatuur van die maand schommelt tussen 10 en 13°C. Op warme dagen kan de temperatuur waarden van 20 tot 25°C bereiken. De hoogste temperatuur ooit gemeten bedroeg 30,5°C en werd geregistreerd op 22 juni 1939 in de oostelijke fjorden. Op koude dagen met een noordenwind kan echter sneeuw vallen. Het gemiddelde aantal uren zonneschijn in Reykjavik ligt rond 1300 uren.

## Algemene kenmerken
De wind komt meestal uit oostelijke richting, westenwind is eerder zeldzaam. Over het algemeen is de wind sterker in het hoogland maar er komen ook hevige windstoten voor in het laagland. De windsnelheid haalt regelmatig waarden van 18 m/s en op stormachtige dagen zelfs 50 m/s. Er kunnen plaatselijk ook zandstormen voorkomen in de spoelvlakten van gletsjers. Dergelijke stormen komen veelal voor in de vroege zomer in het droge binnenland ten noorden van de Vatnajökullgletsjer.
Onweer is een zeldzaam fenomeen in IJsland, in het zuiden van het land komen er per jaar nauwelijks een vijftal onweders voor die meestal in de late zomer voorkomen. Bliksems komen meestal ook voor in de aswolk van vulkanen bij vulkaanuitbarstingen.

## Atmosferische druk
Meestal komt er een hardnekkig lagedrukgebied voor in de buurt van IJsland, toepasselijk genaamd de IJslandse lage, dat zich meestal situeert tussen IJsland en Groenland. Dit gebied heeft invloed op de hoeveelheid lucht die van het Arctische gebied naar het oosten wordt gevoerd en de hoeveelheid lucht uit de Noordelijke IJszee naar het westen. Dit gebied maakt deel uit van een groter systeem dat bekendstaat als de Noord-Atlantische oscillatie.